# Lippels Traum (2009)
Lippels Traum ist ein deutscher Kinderfilm von Lars Büchel aus dem Jahr 2009. Das Drehbuch von Paul Maar und Ulrich Limmer beruht auf Paul Maars gleichnamigem Roman.
Der Roman wurde bereits 1991 unter gleichem Namen schon einmal verfilmt.

## Handlung
Philipp, genannt Lippel, lebt bei seinem alleinerziehenden Vater, dem Gourmetkoch Otto Mattenheim. Als dieser für einige Zeit beruflich nach Amerika muss, soll die neue Haushälterin auf Lippel aufpassen. Frau Jakob ist sehr streng und hat wenig Verständnis für den Jungen. Am nächsten Tag kommen zwei neue Mitschüler aus der Türkei, Arslan und seine Schwester Hamide, in Lippels Klasse. Zu Hause beginnt Lippel das Märchenbuch, das ihm sein Vater zum Abschied überlassen hat, zu lesen, doch Frau Jakob nimmt es ihm weg.
Angeregt durch die Lektüre fantasiert sich Lippel nachts in eine orientalische Traumwelt: Sein Vater verwandelt sich zum König, Arslan und Hamide zu Königskindern und Frau Jakob zur bösen Schwägerin des Königs. Ihr gelingt mit einer Intrige, dass der König seine Kinder aus der Stadt verbannt und in die Wüste schickt. Die Wächter bezahlt sie heimlich dafür, dass sie den Prinzen und seine Schwester töten, in der Überzeugung, dann selbst Königin zu werden. Lippel rettet die Kinder vor den Wächtern, kehrt mit ihnen in den Palast zurück, wo die Tante bereits den Thron bestiegen hat. Der rechtmäßige König wird aus dem Kerker befreit und seine Schwägerin in die Wüste geschickt.
Auch in der Realität wendet sich alles zum Guten: Die beiden Mitschüler helfen Lippel, das Kindermädchen mit Hilfe von Spinnen und anderen Krabbeltieren, vor denen sie sich fürchtet, aus dem Haus zu jagen. Frau Jakob hatte sich schon Hoffnungen gemacht, dass Lippels Vater sie heiraten würde. Stattdessen heiratet er Serafina, seine freundliche Mitarbeiterin aus dem Restaurant, mit der sich Lippel sehr gut versteht.

## Auszeichnungen
Kamerafrau Jana Marsik erhielt 2009 den Bayerischen Filmpreis für ihre Bildgestaltung in Lippels Traum sowie Same Same But Different, Konstantin Wecker wurde für seine Musik zum Film ausgezeichnet. 2010 war Marsik für Lippels Traum auch für den Deutschen Filmpreis in der Kategorie Beste Kamera nominiert, der ebenfalls mit einer Nominierung als Bester Kinderfilm bedacht wurde. Auf dem 24. International Festival of Films for Children & Young Adults im Iran wurde der Preis Golden Butterfly für das Beste Drehbuch an Paul Maar und Ulrich Limmer vergeben. Das Drehbuch wurde außerdem für den Kindertiger 2010 nominiert.
Im Jahr 2011 erhielt die Audiodeskription des Films einen Sonderpreis des deutschen Hörfilmpreises. Die Hörfilmfassung war 2009 durch den Bayerischen Rundfunk für Fernsehausstrahlungen sowie zur Veröffentlichung auf DVD produziert und von Bernd Benecke gesprochen worden.

## Unterschiede zum Original
- Im Film hat Lippel im Gegensatz zum Buch und zur ersten Verfilmung nur einen Vater und keine Mutter, da diese (vermutlich) bereits verstorben ist.
- Hier fährt Lippels Vater auch nicht nach Wien, sondern in die USA.
- Frau Jeschke existiert ebenfalls nicht.
- Arslan heißt im Traum nicht Asslam, sondern ebenfalls Arslan und muss nur drei Tage schweigen, nicht sieben.
- Die Frau, die Lippel, Arslan und Hamide aufnimmt, ist die Tochter des Wirts, während sie im Buch dessen Frau war. Außerdem verliebt sie sich am Ende in den König und die beiden heiraten.

## Kritiken
„Unterhaltsame Verfilmung des Kinderbuchs von Paul Maar mit vielen attraktiven Schauwerten und Effekten, die solide unterhält. Gleichwohl schlägt der Film aus der schönen Romanidee, dass Träume helfen können, die Wirklichkeit besser zu verstehen und zu bewältigen, nur wenig Kapital und setzt eher auf Abenteuer, Slapstick und Klamotte.“

„Lippels Traum schafft es nicht gänzlich, die Analogie von Traum und Realem tatsächlich mit Fantasie zu füllen. Allzu mechanisch erscheint die Konstruktion mit Hilfe von Wiederholungen und Parallelen, die den Film an Spannung verlieren lassen. Lippels Traum kann mit dieser sprichwörtlichen Verschlafenheit und den Kontrasten von Welt und Gegenwelt zwar warmherzig unterhalten, aber leider nicht immer fesseln noch faszinieren.“